# Chaetolonchaea americana
Chaetolonchaea americana is een vliegensoort uit de familie van de Lonchaeidae. De wetenschappelijke naam van de soort is voor het eerst geldig gepubliceerd in 1982 door McAlpine.